# Oecetis yogechwara
Oecetis yogechwara är en nattsländeart som beskrevs av Schmid 1995. Oecetis yogechwara ingår i släktet Oecetis och familjen långhornssländor. Inga underarter finns listade i Catalogue of Life.